# Blue Banisters
Blue Banisters je osmé studiové album americké zpěvačky Lany Del Rey, které vyšlo 22. října 2021 prostřednictvím společností Interscope Records a Polydor Records. 20. května 2021 vyšly z alba první tři singly: titulní skladba, Text Book a Wildflower Wildfire. 8. září 2021 vyšel čtvrtý singl Arcadia.

## Pozadí
První náznak alba přišel prostřednictvím tweetu zveřejněného 17. listopadu 2020, kde Lana poznamenala, že pracuje na dvou albech.
15. března 2021, čtyři dny před vydáním jejího sedmého studiového alba Chemtrails over the Country Club, v rozhovoru s MusicWeek oznámila, že pracuje na dvou budoucích hudebních projektech.
Den po vydání alba oznámila projekt pod názvem Rock Candy Sweet spolu s datem vydání 1. června 2021.
27. dubna 2021 oznámila, že její osmé studiové album bude mít název Blue Banisters s novým datem vydání 4. července 2021. Později téhož dne zveřejnila na Instagram klip s titulní skladbou a doprovodným hudebním videem.
Titulní skladba, Text Book a Wildflower Wildfire byly vydány jako první tři singly 20. května 2021.
3. července 2021 zveřejnila na Instagramu oficiální obal alba, úryvek videa s novou skladbou, která má být vydána jako singl „brzo“. Management Lany později znovu zveřejnilo grafiku alba a potvrdilo, že album má vyjít letos.
3. září zveřejnila oznámila čtvrtý singl Arcadia s datem vydání 8. září. V den vydání odhalila datum vydání alba a společně začalo předobjednávání alba. Ve stejný den byl zveřejněn také seznam písní, který má 15 skladeb. Zahrnuje 5 dříve nevydaných písní z alba Chemtrails over the Country Club Dealer, 3 písně z alba Ultraviolence Cherry Blossom, Living Legend a Nectar of the Gods a Thunder z nevydaného alba s The Last Shadow Puppets z roku 2017.

## Seznam skladeb
| Pořadí | Název                   | Délka |
| ------ | ----------------------- | ----- |
| 1.     | Text Book               | 5:04  |
| 2.     | Blue Banisters          | 4:52  |
| 3.     | Arcadia                 | 4:24  |
| 4.     | Interlude - The Trio    | 1:16  |
| 5.     | Black Bathing Suit      | 5:18  |
| 6.     | If You Lie Down With Me | 4:25  |
| 7.     | Beautiful               | 3:36  |
| 8.     | Violets for Roses       | 4:15  |
| 9.     | Dealer                  | 4:34  |
| 10.    | Thunder                 | 4:19  |
| 11.    | Wildflower Wildfire     | 4:46  |
| 12.    | Nectar Of The Gods      | 4:20  |
| 13.    | Living Legend           | 4:00  |
| 14.    | Cherry Blossom          | 3:18  |
| 15.    | Sweet Carolina          | 3:22  |